# Регейро, Марио
Марио Регейро (исп. Mario Ignacio Regueiro Pintos; род. 14 сентября 1978, Монтевидео) — уругвайский футболист, выступавший на позиции флангового атакующего полузащитника и нападающего. Долгое время выступал за национальную сборную. Участник чемпионата мира 2002 года.

## Биография
Регейро начал карьеру в клубе «Серро» в 1996 году. В 1998 году перешёл в «Насьональ» и за следующие три года дважды выиграл с командой чемпионат Уругвая.
В 2000 году был куплен сантандерским «Расингом», в котором он провёл следующие пять сезонов в своей карьере. Там Регейро приобрёл репутацию игрока, умеющего выступать как на позиции флангового игрока, так и, в случае необходимости, центрального нападающего. В сезоне 2001/02 помог своей команде выйти в Примеру. К сожалению, в дальнейшем «Расинг» в основном боролся за выживание и бомбардирских подвигов Регейро хватало лишь на сохранение для команды места в элите (так, в своём последнем сезоне он стал вторым бомбардиром клуба вслед за Йосси Бенаюном).
В 2005 году перешёл на правах свободного агента в «Валенсию». В этой команде он провёл неплохой сезон 2005/06, хотя чаще использовался для выхода на замену. Затем пропустил почти весь следующий сезон из-за травмы колена. После получения испанского подданства провёл сезон 2007]/08 в «Мурсии» на правах аренды.
В сезоне 2008/09 выступал в Греции, а затем принял решение вернуться на родину, пополнив состав заметно укрепившегося в межсезонье чемпиона Уругвая и полуфиналиста Кубка Либертадорес 2009 «Насьоналя».
Начало 2010 года получилось для Регейро весьма результативным — всего за половину Клаусуры он отметился двумя забитыми голами в чемпионате Уругвая (столько же было за всю Апертуру), а также тремя голами в трёх стартовых матчах розыгрыша Кубка Либертадорес 2010.
В июле 2010 перешёл в аргентинский «Лануса». Затем выступал в «Расинге» из Авельянеды. Последние годы карьеры провёл на родине, выступая за «Дефенсор Спортинг» и «Серро». Помог последнему клубу удержаться в Примере в 2015 году, после чего объявил о завершении карьеры.
Марио Регейро в 1997 году в составе сборной Уругвая стал финалистом молодёжного чемпионата мира. За основную команду «Селесте» дебютировал 8 октября 2000 года в игре отборочного матча ЧМ-2002 против Аргентины (поражение 1:2). Но самом чемпионате мира 2002 Регейро принял участие в игре против Дании (1:2) и в знаменитом матче против Сенегала (3:3). Свой единственный гол за Уругвай Марио забил 23 марта 2005 года в ворота чилийцев.

## Достижения
- Чемпион Уругвая (2): 1998, 2000
- Вице-чемпион молодёжного чемпионата мира: 1997